# Манн, Генрих
Ге́нрих Манн (нем. Heinrich Mann, 27 марта 1871, Любек, Германия, — 11 марта 1950, Санта-Моника, США) — немецкий писатель-прозаик и общественный деятель, старший брат Томаса Манна. Наиболее значимыми произведениями Генриха Манна признаны романы «Верноподданный» и «Учитель Гнус».

## Биография
Родился 27 марта 1871 года в Любеке в патриархальной купеческой семье. Его отец, Томас Иоганн Генрих Манн, стал в 1882 году, после смерти деда, владельцем торговой фирмы «Firma Joh. Siegm. Mann, Commissions- und Speditionsgeschäfte», а в 1877 году был избран сенатором Любека по финансам и хозяйству. Мать Генриха, Юлия Манн, урождённая да Сильва-Брунс, происходила из семьи с бразильскими корнями.
Семья Манн была довольно многочисленной. У Генриха было два брата и две сестры: брат, известный писатель Томас Манн (1875—1955), младший брат Виктор (1890—1949) и две сестры — Юлия (1877—1927, самоубийство) и Карла (1881—1910, самоубийство).

Семья Манн была зажиточной, и детство Генриха было беззаботным, почти безоблачным. В 1884 году юный Генрих совершил поездку в Санкт-Петербург. В 1889 году он окончил гимназию и переехал в Дрезден, где некоторое время работал в книжной торговле. Затем переехал в Берлин, работал в издательстве и учился в Берлинском университете Фридриха Вильгельма.
В 1891 году отец Генриха умер от рака. Согласно его завещанию, семейная фирма и дом в Любеке были проданы, и жене с детьми пришлось довольствоваться процентами от вырученной суммы. С 1893 года Генрих неоднократно бывал в Мюнхене, куда к тому времени переселилась семья.
Эссе Манна об Эмиле Золя (1915) и роман «Верноподданный», завершённый во время Июльского кризиса и опубликованный на родине только в 1918 году, снискали ему большое уважение в левых кругах, поскольку продемонстрировали антивоенную и пораженческую позицию автора в годы Первой мировой войны: роман высмеивал общество Германской империи, а в эссе автор осуждал империализм и писал, что поражение Германии необходимо для установления демократии. И роман, и эссе привели к конфликту с братом и стали для Томаса Манна главным импульсом к написанию «Размышлений аполитичного», произведения, поддерживающего империю в войне и осуждающего Генриха как одного из «писателей-цивилизаторов» (Zivilisationsliteraten), писателей, служащих Западной «цивилизации» в её борьбе против германской «Культуры»; позже Томас назвал роман образцом «национальной клеветы» и «безжалостного эстетизма», при этом у романа были поклонники среди немецких экспрессионистов. Во время революции Генрих стал известным сторонником Курта Эйснера, революционера и социал-демократа (из НСДПГ, выступившей против II Интернационала и СДПГ Эберта), лидера революционной Баварии до установления в ней советской республики; после убийства Эйснера крайне правым активистом Манн выступил на похоронах Эйснера.
В период Веймарской республики (в 1926 году) был избран академиком отделения литературы Прусской Академии искусств, а в 1931 году стал его председателем. Совместно с Альбертом Эйнштейном и другими известными деятелями науки и культуры подписал несколько воззваний, включая призыв к созданию Единого фронта социал-демократов и коммунистов против нацизма, а также осуждение убийства хорватского учёного Милана Шуффлая.
После прихода Гитлера к власти в 1933 году был лишён немецкого гражданства, его произведения попали под запрет, их издания публично сжигались. Эмигрировал сначала в Прагу, а затем во Францию. Возглавлял Союз немецких писателей в эмиграции. Жил в Париже, Ницце, после оккупации Франции гитлеровскими войсками через Испанию и Португалию перебрался в США, где с 1940 года жил в Лос-Анджелесе (Калифорния).
Накануне смерти собирался переехать в Восточный Берлин, чтобы возглавить Немецкую академию искусств, первым президентом которой он был заочно избран. Скончался 11 марта 1950 года в Санта-Монике; похоронен на кладбище Вудлон. В 1961 г. урна с его прахом была перевезена в ГДР и захоронена на Доротеенштадтском кладбище.

### Семья
В 1914 году женился на пражской актрисе Марии Канове (чеш. Maria Kanová) (1886—1946), с которой жил в Мюнхене, заключалась нацистами в лагерь Терезиенштадт. Дочь Леони́ (нем. Carla Henriette Maria Leonie Mann) (1916—1986) — единственный ребёнок в семье Генриха Манна. Зять Генриха Манна — известный чешский прозаик Людвик Ашкенази.
Вторая жена (в эмиграции) — Нелли Манн (Nelly Mann, урожденная Emmy Johanna Westphal или Kröger; 1898—1944).

## Список произведений

### Романы
- 1894 — «В одной семье» (нем. In einer Familie)
- 1900 — «Страна кисельных берегов» («Земля обетованная») (нем. Im Schlaraffenland)
- 1903 — «Богини, или Три романа герцогини Асси» (нем. Die Göttinnen oder die drei Romane der Herzogin von Assy)
  - «Диана» (нем. Diana)
  - «Минерва» (нем. Minerva)
  - «Венера» (нем. Venus)
- 1905 — «Учитель Гнус, или Конец одного тирана[англ.]» (нем. Professor Unrat oder Das Ende eines Tyrannen)
- 1909 — «Маленький город» (нем. Die kleine Stadt)
- «Империя» (нем. Kaiserreich, трилогия)
  - 1912—1914 — Верноподданный (нем. Der Untertan)
  - 1916—1917 — Бедные (нем. Die Armen)
  - 1925 — Голова (нем. Der Kopf)
- 1930 — Большое дело
- 1931 — Эссе духа и поступка (Essays Geist und Tat)
- 1932 — Серьёзная жизнь (Ein ernstes Leben)
- 1935 — Молодые годы короля Генриха IV (Die Jugend des Königs Henri Quatre)
- 1938 — Зрелые годы короля Генриха IV (Die Vollendung des Königs Henri Quatre)
- 1943 — Лидица (Lidice)
- 1949 — Дыхание

### Прочее
- 1907 — Между расами (Zwischen den Rassen)

## Издания на русском языке
- Манн Г. Собрание сочинений в 9 томах. — М., «Современные проблемы», 1909—1912
- Манн Г. Собрание сочинений в 7 томах. — М., изд. Саблина, 1910—1912.
- Манн Г. Молодые годы короля Генриха IV — М., изд. Правда, 1957
- Манн Г. Собрание сочинений в 8 томах. — М., «Художественная литература», 1957—1958.
- Манн Г. Учитель Гнус. Верноподданный. Новеллы. — М., «Художественная литература», 1971. — 704 с., 300 000 экз. (БВЛ, том 164)

## Экранизации
- «Голубой ангел» (Der blaue Engel) — реж. Джозеф фон Штернберг, по мотивам «Учитель Гнус», 1930 г.
- «Голубой ангел» (The Blue Angel) — реж. Эдвард Дмитрык, по мотивам «Учитель Гнус», 1959 г.
- «Верноподанный» — (Der Untertan) — реж. Вольфганг Штаудте
- «Озеро» (The Lake) — по мотивам новеллы «Отречение», Грузия, 1998 г.
- «Генрих IV Наваррский» (Henry IV) — реж. Джо Байер, Германия-Франция, 2010 г.

## Память
С 1953 года Берлинская академия художеств вручает ежегодную Премию Генриха Манна.
Изображён на почтовой марке ГДР 1971 года.